# ژونگجین گولد
ژونگجین گولد (انگلیسی: Zhongjin Gold) شرکت معدن چینی است، که در سال ۱۹۹۱ تأسیس شد.